# Ksado
Luis Casado Fernández dit Ksado (Ávila, 1888 - Saint-Jacques-de-Compostelle, 6 février 1972) est un photographe espagnol.

## Source
- (es) Cet article est partiellement ou en totalité issu de l’article de Wikipédia en espagnol intitulé « Ksado » (voir la liste des auteurs).